# Peter Epstein (Musiker)
Peter Coleman Epstein (* 18. Januar 1967 in Portland, Oregon) ist ein US-amerikanischer Jazz-Saxophonist und Hochschullehrer.

## Leben und Wirken
Epstein wuchs in Portland auf; sein Vater ist der Saxophonist Ed Epstein, der aber bereits 1972 die Familie verließ; für seine musikalische Ausbildung war seine Mutter verantwortlich: Mit zehn Jahren lernte er zunächst Klarinette, bevor er zum Altsaxophon wechselte. Frühe Mentoren waren die Sängerin Nancy King und der Bassist Glen Moore. Im California Institute of the Arts studierte Epstein Improvisation und Komposition, u. a. bei Charlie Haden, James Newton und John Carter, außerdem beschäftigte er sich mit westafrikanischer Musik und Tanz, klassischer indischer Musik und Balkanmusik. 
Nach seiner Graduierung 1992 zog Epstein nach New York City und bildete ein Quartett mit Jamie Saft, Chris Dahlgren und Jim Black; 1999 erschien mit Staring at the Sun (M.A. Records) sein Debütalbum als Bandleader, nachdem zuvor bereits ein Soloalbum (Solus 1998) erschien. Er arbeitete außerdem mit Ralph Alessi, James Carney, Jerry Granelli, Brad Shepik, David Tronzo, Marcelo Zarvos und Richard Woodson. 2004 erwarb er den Master an der University of Nevada, Reno; Epstein ist dort als Associate Professor Leiter der Jazzabteilung.

## Diskographische Hinweise
- Miroslav Tadić, Peter Epstein: Without Words (M.A. Records, 1992)
- Michael Cain, Ralph Alessi, Peter Epstein: Circa (1997)
- Michael Cain, Peter Epstein, Ralph Alessi: Phfew (M.A. Recordings, 1998)
- The Invisible (M.A., 1999), mit Chris Dahlgren, Jim Black, Jamie Saft
- Old School (M.A., 2001), mit Peter Erskine, Scott Colley
- Peter Epstein, Brad Shepik, Matt Kilmer: Lingua Franca (Songlines Recordings, 2005)
- Two Legs Bad (Shifting Paradigm, 2023), mit Julien Knowles, Adam Benjamin, Dave Strawn, Zack Teran, Miguel Jimenez-Cruz